# Oluwafemi Balogun
Oluwafemi Balogun (geb. 1987) ist ein nigerianischer Schachspieler mit dem FIDE-Titel eines Internationalen Meisters.
Bei dem Zonenturnier 2016 in Accra belegte er den zweiten Platz und errang damit den Titel eines FIDE-Meisters. Ein Jahr später erreichte er beim Zonenturnier 2017 in Monrovia einen geteilten ersten Platz, was ihn zum Titel des Internationalen Meisters der FIDE führte.
Durch seine Leistungen qualifizierte er sich für die Teilnahme am Schach-Weltpokal 2017 in Tiflis. Er traf dort in der ersten Runde auf den amtierenden Weltmeister Magnus Carlsen, gegen den er beide Partien verlor und somit ausschied.
Balogun nahm mit der Mannschaft Nigerias an den Schacholympiaden 2012 und 2014 teil.
Seine Elo-Zahl beträgt 2278 (Stand: Januar 2018), er liegt damit auf dem dritten Platz der nigerianischen Elo-Rangliste. Seine höchste Elo-Zahl war 2287 im November 2017.